# Jean Cavé
Pour les articles homonymes, voir Cavé.
Jean Cavé, né en 1948, est un écrivain et journaliste français.

## Biographie
Il a été rédacteur en chef au Journal du dimanche, et à Paris Match,, il a également travaillé pour The European et Polka Magazine.
Tout comme son ami Alain Genestar, il quitte Paris Match, en 2006, à la suite de la publication en couverture d'une photo de Cécilia Sarkozy et Richard Attias ensemble à New York.
Il est l’auteur d’une dizaine de romans et nouvelles. Son roman Accident de parcours est adapté pour France 2 en 2011.

### Romans et essais
- Les applaudissements, Actes Sud, 1999,  (ISBN 2742721339). J'ai lu, 2005,  (ISBN 2290332291).
- Corps à corps, Actes Sud, 2000,  (ISBN 2742726071). J'ai lu, 2002,  (ISBN 2290321222).
- Les murs vivants, Actes Sud, 2001,  (ISBN 2742730532).
- La plus haute étoile, Actes Sud Junior, 2001,  (ISBN 2742734678).
- Une femme d'esprit, Actes Sud, 2002,  (ISBN 2742738312). J'ai lu, 2005,  (ISBN 2290332216).
  - « La vraie fête des mères, c'est l'anniversaire de leurs enfants. » dans Une femme d'esprit[9].
- La Souris céleste, Actes Sud, 2003,  (ISBN 2742743847). - Prix de la nouvelle de l'Académie française, 2004
- Le dîner du Commandant, Plon, 2006,  (ISBN 225920404X). Un rescapé d'un camp de la mort embarque sur un bateau de croisière et tombe sur un ancien bourreau[10].
- Powerboy, Plon Jeunesse, 2008,  (ISBN 2259207162).
- Accident de parcours, Plon, 2009,  (ISBN 2259207626).
  - Adapté sur France 2, Accident de parcours est diffusé 28 septembre 2011.
- Nos rêves sont plus grands que le ciel, Plon, 2011,  (ISBN 2259210929). Biographie romancée de Percival Lowell[4],[11].

## Récompenses et distinctions
- 2004 : Prix de la nouvelle de l'Académie française pour La souris céleste[12].